# Черноярова, Надежда Николаевна
Надежда Николаевна Черноярова — советский хозяйственный, государственный и политический деятель.

## Биография
Родилась в 1900 году в селе Ново-Тимошино. Член ВКП(б).
С 1919 года — на хозяйственной, общественной и политической работе. В 1919—1962 гг. — сельская учительница, студентка Московского фельдшерско-акушерского техникума им. Н. К. Крупской, фельдшер в одном из сел Московской области, студентка 1-го Московского медицинского института, заведующая здравпунктом Хабаровского нефтеперерабатывающего завода, клинический ординатор, доцент в факультетской терапевтической клинике Хабаровского медицинского института.
Избиралась депутатом Верховного Совета СССР 4-го и 5-го созывов.
Погибла в авиакатастрофе в 1962 году.